# Lascăr Vorel
Lascăr Vorel né le 19 août 1879 à Iași et mort en février 1918 en Allemagne, est un peintre roumain d'origine tchèque.

## Biographie

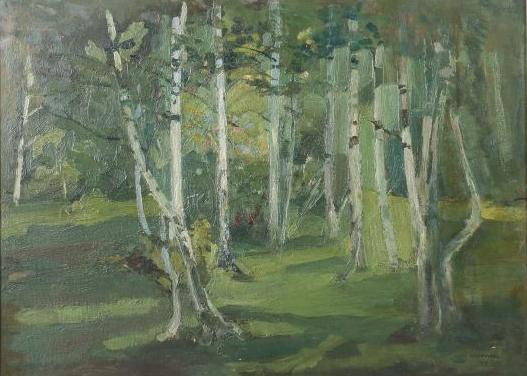
Forêt, 1909